# جون كيربي ألين
جون كيربي ألين (بالإنجليزية: John Kirby Allen)‏ هو شخصية أعمال أمريكي، ولد في 1810 في Sullivan, New York ‏ في الولايات المتحدة، وتوفي في 15 أغسطس 1838 في هيوستن في الولايات المتحدة.